# Om du vill ha mig
Om du vill ha mig är ett studioalbum från 2001 av Drifters. Från albumet fick bandet in tre låtar på Svensktoppen.

## Låtlista
1. Om du vill ha mig (Peter Dahl, Thomas Holmstrand, Linda Jansson)
2. Vem kan leva utan kärlek? (Thomas G:son)
3. Förälskad, förtrollad, förlorad (Gefunden, gehalten, verloren) (Tex Schultzieg, Peter Dahl, Thomas Holmstrand, Linda Jansson)
4. Samma sak igen (Peter Dahl, Thomas Holmstrand, Linda Jansson)
5. Kärleken rår ingen på (Thomas G:son)
6. Lyckans land (Håkan Larsson, Björn Lönnros)
7. Kom hem (och sov i min säng) (Peter Dahl, Thomas Holmstrand, Linda Jansson)
8. Mitt hjärta dansar (Henningsson, Nilsson)
9. Vandrar i månsken (Peter Dahl, Thomas Holmstrand, Linda Jansson)
10. Kärleken är evig (Torgny Söderberg, Per Gessle)
11. En på miljonen (Björn Alriksson, Ann Persson)
12. Valentine Day (Peter Dahl, Thomas Holmstrand, Linda Jansson)
13. Kärleken till dig (Håkan Larsson, Björn Lönnros)

### Fotnoter
1. ↑  ”Om du vill ha mig”. Svensk mediedatabas. 1 mars 2001. http://smdb.kb.se/catalog/id/001548164. Läst 12 oktober 2014.
2. ↑  ”Drifters spelar på Valje Nöje”. Svensk mediedatabas. 14 februari 2003. Arkiverad från originalet den 19 oktober 2014. https://web.archive.org/web/20141019091318/http://www.kristianstadsbladet.se/bromolla/article830506/Drifters-spelar-paring-Valje-Noumlje.html. Läst 12 oktober 2014.